# Amanita caesarea
Amanita caesarea (ou cogumelo - dos-césares, laranjinha, amanita-real ou amanita-dos-césares), é um cogumelo comestível, nativo do Mediterrâneo e pertencente à família Amanitaceae. O seu nome comum deriva do facto de ter sido um dos cogumelos favoritos dos imperadores romanos. Ele se assemelha com Amanita arkansana e a Amanita jacksonii. Seus esporos são brancos.
É uma espécie cada vez mais rara pois é colhida no estado de "ovo" (aspecto do cogumelo ainda fechado). 

## Ovo
O ovo é comestível e doce, mas ele é pequeno e pode ser,pelos olhos menos preparados,confundido com o extremamente venenoso ovo da espécie Amanita phalloides.

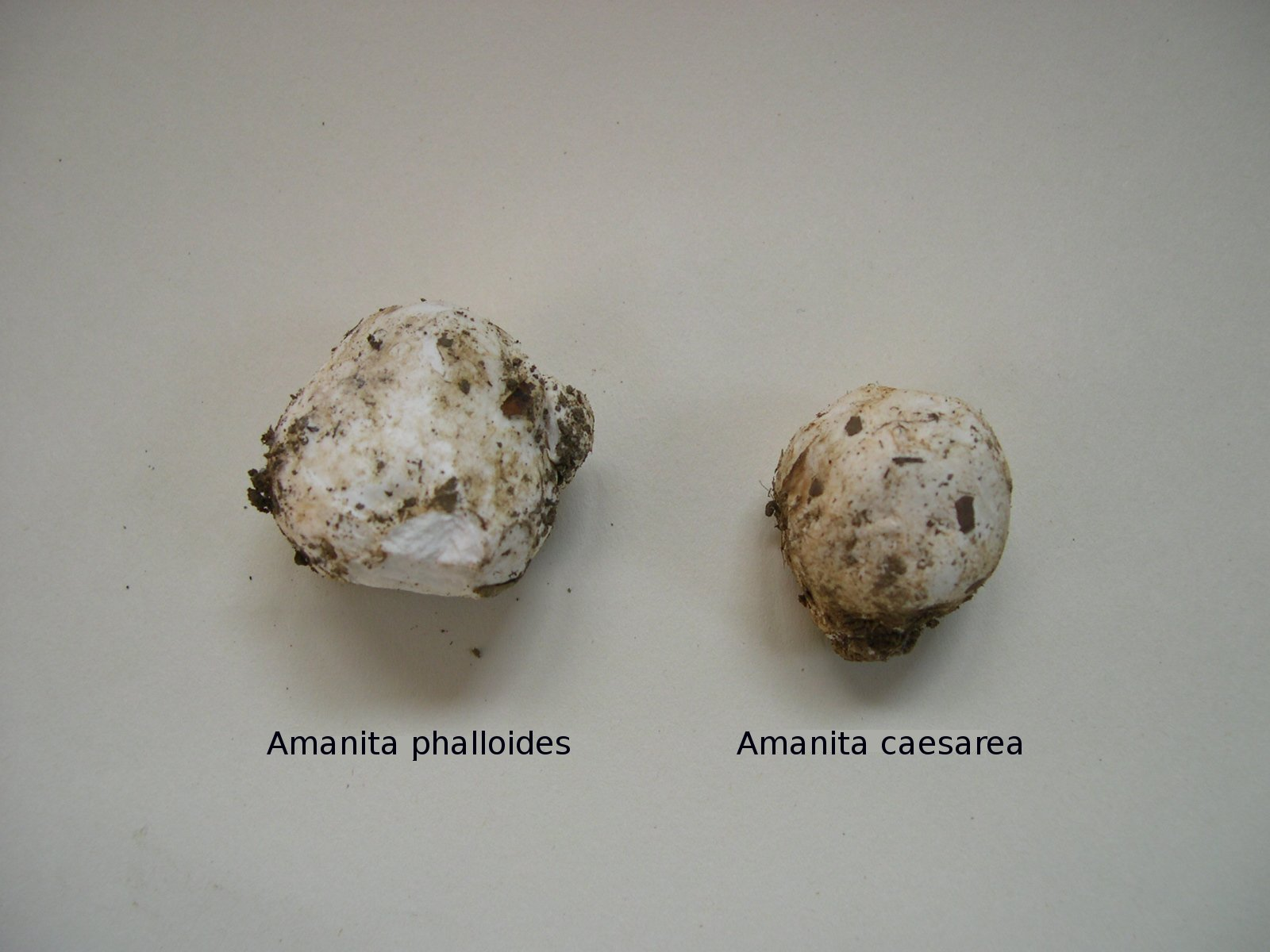
À direita,o venenoso Amanita phalloides,e à esquerda, o de Amanita cesareae.
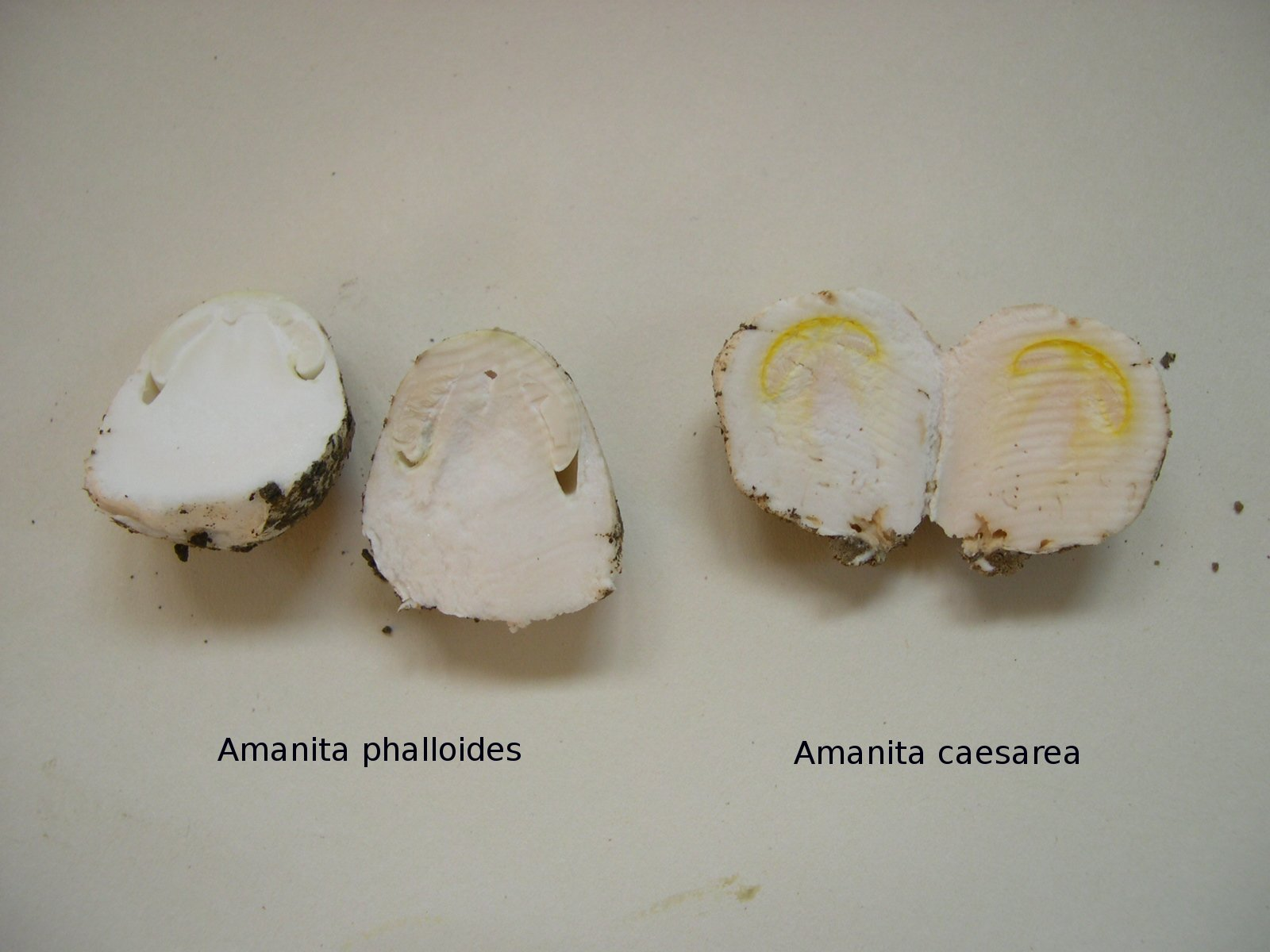
Os dois ao lado abertos.

## Evolução
Ele costuma ser pequeno quando nasce e crescer o bastante para poder ser seco e colhido.

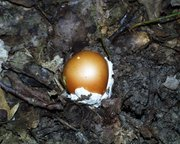
Amanita caesarea recém-plantado.
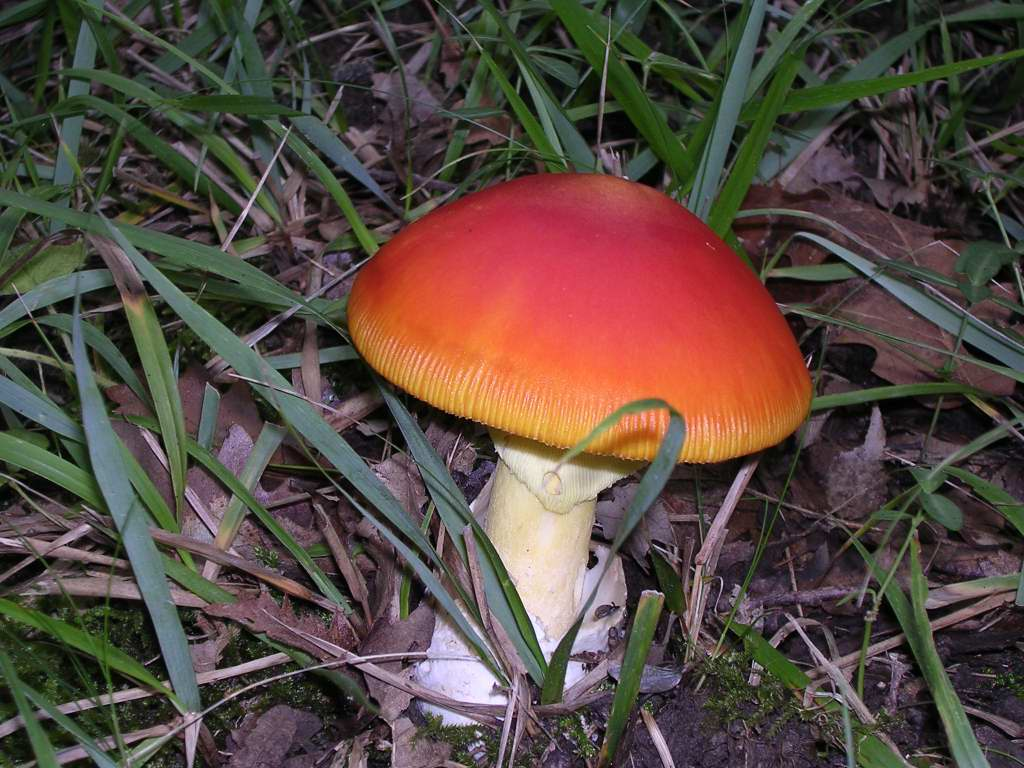
Amanita caesarea em sua idade média.
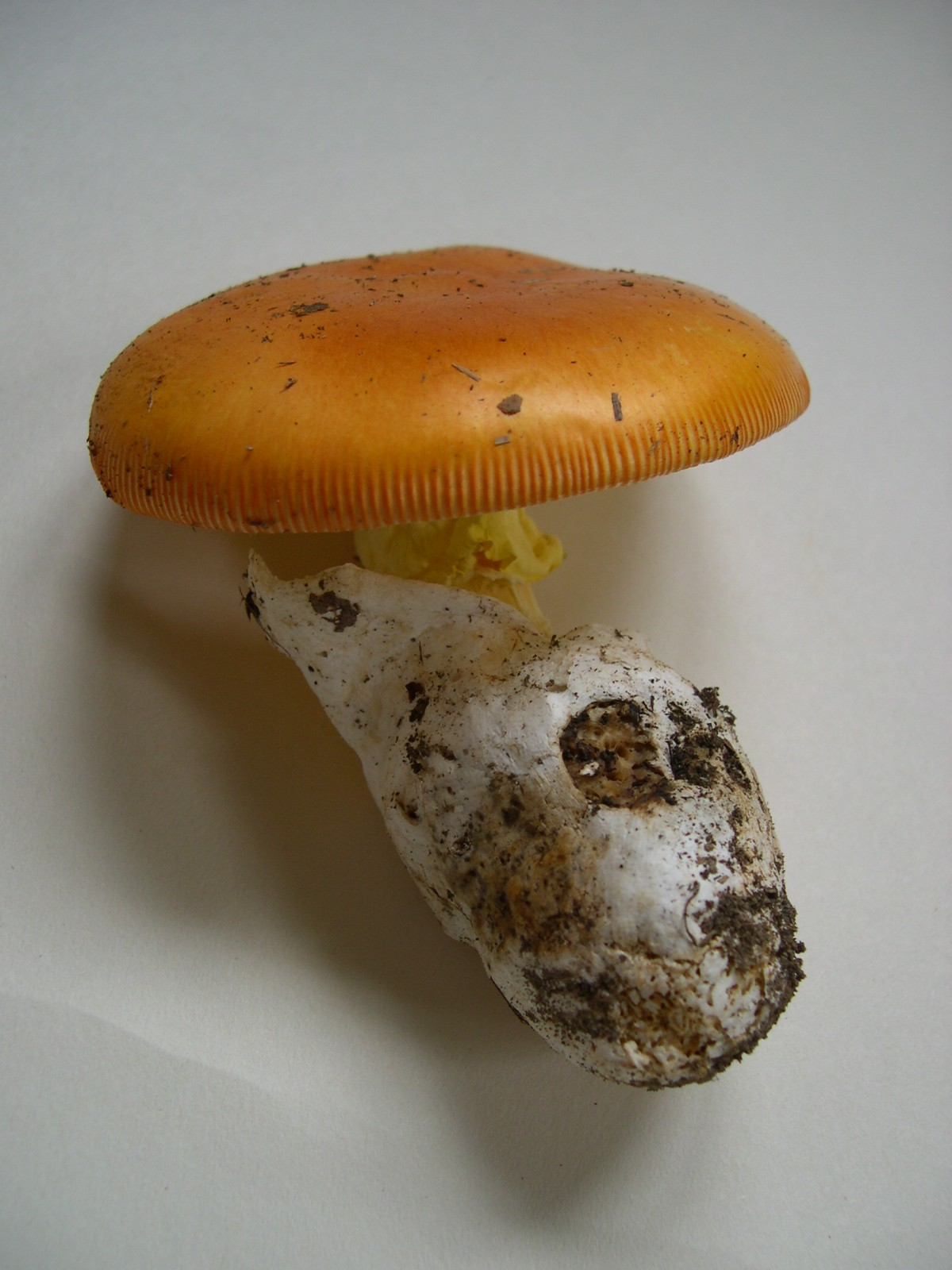
Amanita caesarea pronto para o consumo.